# Thricops calcaratus
Thricops calcaratus är en tvåvingeart som först beskrevs av Josef Aloizievitsch Portschinsky 1881.  Thricops calcaratus ingår i släktet Thricops och familjen husflugor. Inga underarter finns listade i Catalogue of Life.